# Пожеська гора
Пожеська гора, lit. Požega гора - гора розташована до півдня від Požega, Хорватії в районі центральної Славонії. Гора є частиною Славонських гір, що охоплює Пожезьку долину, розташовану поруч з Псунь на сході від Požeška Gora, і на захід від Ділі. Požeška Gora та Dilj розділені проміжком, через який річка Орлява тече на південь з Пожезької долини. Найвищою вершиною гори є Капавац, 618 метрів над рівнем моря.
Термін Babja Gora також використовується для позначення гори, хоча в суворому розумінні Баб'я-Гора є західною частиною Пожезької гори, з руслами Покотіни, що представляють східну межу області Баб'я. Найвища вершина Пожезької гори розташована в районі Баб'я.